# Намус

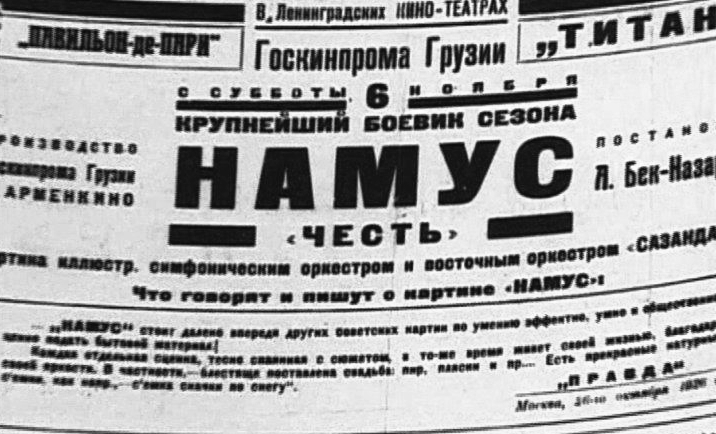
Постер к фильму. Ленинград 1926 год

«Намус» (арм. Նամուս — «Честь») — советский игровой фильм по одноимённому роману Александра Ширванзаде, снятый Арменкино совместно с Госкинпромом Грузии. Первый художественный фильм Армении.

## Сюжет
Шемахы, середина XIX века. Сын горшечника Айрапета, Сейран тайно встречается со своей невестой Сусан, дочерью портного Бархудара. Свидания жениха и невесты до свадьбы категорически запрещены адатом. Об одном из свиданий становится известно соседям. Распространяется ложный слух об оскорблении Сейраном чести невесты, и Сусан отдают в жены богатому купцу Рустаму. Сейран, узнав об измене возлюбленной, клевещет на неё, заявляя, что Сусан ему принадлежала. Рустам, считая себя опозоренным, убивает Сусан. Узнав о смерти любимой, Сейран кончает жизнь самоубийством.

В «Намусе» мне хотелось вслед за Ширванзаде пригвоздить к позорному столбу власть обычая, тупую силу освященных веками представлений о «чести» отцов…— Амо Бек-Назарян

## В ролях
- Иван Абелян — Бархудар
- Татьяна Акопян (Асмик) — Мариам
- Ольга Майсурян — Гюльназ
- Грачья Нерсесян — Рустам
- Авет Аветисян — Айрапет
- Нина Манучарян — Шпаник
- Мкртчян, Самвел — Сейран
- Мария Шахубатян-Татиева — Сусан
- Амвросий Хачанян — Бадал
- Л. Алексанян — Сусамбар
- Гаянэ Бекназарян — Санам
- Амасий Мартиросян — Смбат
- Михаил Гарагаш — духанщик
- Осий Мурадян — ребенок-танцор
- Ерануи Адамян — подруга Мариам
- Тигран Шамирханян — зурначи
- Армен Гулакян — эпизод
- Гай (Георгий) Паарэ — трактирщик, в эпизодах

## Съёмочная группа
- художники-постановщики — Валериан Сидамон-Эристов, Михаил Сургунов
- главный администратор — Михаил Гарагаш

## Технические данные
- чёрно-белый, немой
- впервые на экране — 13 апреля 1926, Эривань
- впервые на экране в Москве — 3 октября 1926